# Мес Гілгерс
Мес Гілгерс (нід. Mees Hilgers, нар. 13 травня 2001, Амерсфорт, Нідерланди) — нідерландський футболіст індонезійського походження, центральний захисник клубу «Твенте».

## Ігрова кар'єра

### Клубна
Мес Гілгерс є вихованцем футбольної школи клубу «Твенте», де він займався футболом з 2011 року. 6 грудня 2018 року Гілгерс підписав з клубом свій перший професійний контракт.
Дебют Гілгерса в першій команді «Твенте» у матчі чемпіонату країни відбувся 5 грудня 2020 року у переможному поєдинку зі столичним «Аяксом».
У січні 2022 року Меес Гілгерс був визнаний гравцем місяця в Ередивізі.

### Збірна
Мама Мееса має індонезійське коріння. Та у 2022 році Гілгерс провів одну гру у складі молодіжної збірної Нідерландів.

## Титули
Індивідуальні
- Гравець місяця в Ередивізі: січень 2022